# Tư thiên giám
Tư thiên giám (司天監, Director of the Imperial Observatory) là chức quan thuộc cơ quan Tư thiên đài chuyên lo việc liệu đoán khí hậu, mặt trời, mặt trăng, các vì sao, tính toán lịch pháp, giữ sách thiên văn, tính nhật thực nguyệt thực, chọn ngày giờ tốt, v.v. Tư thiên giám coi việc suy lượng độ số của Trời, khi thấy việc tai dị hay điềm lành, Tư thiên giám được quyền suy luận, rồi làm tấu đệ lên vua.
Nguyên từ thời Tần Trung Quốc, cơ quan Thái bộc thự thuộc Thái thường tự chuyên phụ trách việc tính âm dương bói toán. Thời Đường, đổi lại là một cơ quan riêng tên Tư thiên đài với chưởng quan là Tư thiên giám. Thời Minh trở đi, lấy tên là Khâm thiên giám.
Tại Việt Nam, thời Lê Thánh Tông, Tư thiên giám không còn là tên chức quan mà là tên một cơ quan thuộc bộ Lễ, với chưởng quan là Tư thiên giám Tư thiên lệnh, trật Chánh lục phẩm, và phó quan là Tư thiên giám Giám phó, trật Chánh thất phẩm với thuộc viên là Tư thiên giám Ngũ quan chính, Tư thiên giám Tư thần lang.
Thời Nguyễn, đổi gọi Tư thiên giám làm Khâm thiên giám.

## Lưu ý
- Thời Đường Trung Quốc, Tư thiên giám là tên vị chưởng quan của cơ quan Tư thiên đài
- Thời Lê Việt Nam và sau, Tư thiên giám là tên một cơ quan với chức chưởng quan là Tư thiên giám Tư thiên lệnh